# Colombia op de Olympische Zomerspelen 1968
Colombia nam deel aan de Olympische Zomerspelen 1968 in Mexico-Stad, Mexico. Voor de zevende achtereenvolgende keer werd geen medaille behaald.

## Resultaten en deelnemers per onderdeel

### Atletiek
| Olympiër          | Discipline      | Resultaat | Prestatie                                          |
| ----------------- | --------------- | --------- | -------------------------------------------------- |
| Jimmy Sierra      | 100m (m)        | 59e       | serie 3: 7de in 10,88                              |
| Pedro Grajales    | 200m (m)        | 24e       | serie 7: 4de in 21,07 kwartfinale 4: 7de in 21,05  |
| Pedro Grajales    | 400m (m)        | 26e       | serie 4: 2de in 46,73 kwartfinale 4: 8ste in 46,53 |
| Álvaro Mejía      | 10000m (m)      | 10e       | 30.10,6                                            |
| Hernando Arrechea | 110m horden (m) | 18e       | serie 2: 5de in 14,0                               |

### Schoonspringen
| Olympiër       | Discipline    | Resultaat | Prestatie                         |
| -------------- | ------------- | --------- | --------------------------------- |
| Roque Barjum   | 3m plank (m)  | 24e       | voorronde: 24ste met 76,19 punten |
| Diego Henao    | 10m toren (m) | 32e       | voorronde: 32ste met 74,09 punten |
|                |               |           |                                   |
| Martha Manzano | 3m plank (v)  | 22e       | voorronde: 22ste met 63,12 punten |

### Voetbal
| Olympiër | Discipline | Resultaat | Prestatie                                                             |
| --- | ---------- | --------- | --------------------------------------------------------------------- |
| Otoniel Quintana Gabriel Hernández Luis Soto Oscar Muñoz Darío López Joaquín Pardo Pedro Ospina Germán Gonzalez Alfredo Arango Norman Ortiz Gustavo Santa Ramiro Viafara Alberto Escobar Gabriel Berdugo Javier Tamayo Alfonso Jaramillo Fabio Mosquera | mannen     | 10e       | groep A: 3de V van Mexico: 0-1 V van Guinee: 2-3 W van Frankrijk: 4-1 |

| Groep A |           |             |             |             |             |            |            |            |        |
| #       | Land      | Wedstrijden | Wedstrijden | Wedstrijden | Wedstrijden | Doelpunten | Doelpunten | Doelpunten | Punten |
| #       | Land      | G           | W           | G           | V           | V          | T          | Saldo      | Punten |
| 1       | Frankrijk | 3           | 2           | 0           | 1           | 8          | 4          | +4         | 4      |
| 2       | Mexico    | 3           | 2           | 0           | 1           | 6          | 4          | +2         | 4      |
| 3       | Colombia  | 3           | 1           | 0           | 2           | 4          | 5          | -1         | 2      |
| 4       | Guinee    | 3           | 1           | 0           | 2           | 4          | 9          | -5         | 2      |

| Ronde      | Datum       | Plaats   | Land | Score     | Land |
| ---------- | ----------- | -------- | ---- | --------- | ---- |
| Groepsfase |             |          |      |           |      |
| 13 oktober | Mexico-Stad | Mexico   | 1-0  | Colombia  |      |
| 15 oktober | Puebla      | Guinee   | 3-2  | Colombia  |      |
| 17 oktober | Puebla      | Colombia | 2-1  | Frankrijk |      |

### Wielersport
| Olympiër                                                         | Discipline                    | Resultaat | Prestatie                                            |
| Baan                                                             | Baan                          | Baan      | Baan                                                 |
| ---------------------------------------------------------------- | ----------------------------- | --------- | ---------------------------------------------------- |
| Jaime Galeano                                                    | sprint (m)                    | 10e       | 1ste ronde serie 2: 2de 1ste ronde herkansingen: 3de |
| Héctor Urrego                                                    | sprint (m)                    | 10e       | 1ste ronde serie 6: 2de 1ste ronde herkansingen: 3de |
| Jorge Hernández                                                  | tijdrit (m)                   | 25e       | 1.09,24                                              |
| Martín Rodríguez                                                 | individuele achtervolging (m) | 9e        | kwalificatie: 9de in 4.45,38                         |
| Luis Saldarriaga Mario Vanegas Severo Hernández Martín Rodríguez | ploegenachtervolging (m)      | 16e       | kwalificatie: 16de in 4.31,98                        |
| Weg                                                              |                               |           |                                                      |
| Álvaro Pachón                                                    | wegwedstrijd (m)              | 15e       | 4:44.13,10                                           |
| Martín Rodríguez                                                 | wegwedstrijd (m)              | 9e        | 4:43.58,49                                           |
| Miguel Samaca                                                    | wegwedstrijd (m)              | DNF       | niet gefinisht                                       |
| Pedro Sánchez                                                    | wegwedstrijd (m)              | 30e       | 4:46.37,94                                           |

### Zwemmen
| Olympiër                                                    | Discipline            | Resultaat | Prestatie               |
| ----------------------------------------------------------- | --------------------- | --------- | ----------------------- |
| Ricardo González                                            | 100m vrije slag (m)   | 39e       | serie 8: 6de in 57,0    |
| Federico Sicard                                             | 100m vrije slag (m)   | 53e       | serie 4: 6de in 59,0    |
| Julio Arango                                                | 200m vrije slag (m)   | 19e       | serie 7: 2de in 2.03,1  |
| Ricardo González                                            | 200m vrije slag (m)   | 29e       | serie 5: 5de in 2.05,8  |
| Federico Sicard                                             | 200m vrije slag (m)   | 45e       | serie 3: 5de in 2.11,1  |
| Julio Arango                                                | 400m vrije slag (m)   | 13e       | serie 2: 4de in 4.25,8  |
| Julio Arango                                                | 1500m vrije slag (m)  | 12e       | serie 1: 4de in 17.53,9 |
| Ivan Gonima                                                 | 100m schoolslag (m)   | 25e       | serie 3: 7de in 1.15,1  |
| Ivan Gonima                                                 | 200m schoolslag (m)   | 33e       | serie 5: 6de in 2.45,0  |
| Tomás Becerra                                               | 100m vlinderslag (m)  | 25e       | serie 5: 6de in 1.02,2  |
| Tomás Becerra                                               | 200m vlinderslag (m)  | 17e       | serie 4: 4de in 2.16,8  |
| Tomás Becerra                                               | 400m wisseslag (m)    | 14e       | serie 2: 5de in 5.09,7  |
| Julio Arango Federico Sicard Tomás Becerra Ricardo González | 4x100m vrije slag (m) | 15e       | serie 1: 7de in 3.51,5  |
| Tomás Becerra Federico Sicard Ricardo González Julio Arango | 4x200m vrije slag (m) | 13e       | serie 1: 5de in 8.26,7  |
|                                                             |                       |           |                         |
| Patricia Olano                                              | 100m vrije slag (v)   | 29e       | serie 1: 6de in 1.05,3  |
| Patricia Olano                                              | 200m vrije slag (v)   | 27e       | serie 5: 5de in 2.25,1  |
| Patricia Olano                                              | 400m vrije slag (v)   | 19e       | serie 6: 5de in 5.01,8  |
| Olga De Angulo                                              | 400m vrije slag (v)   | 24e       | serie 3: 3de in 5.08,6  |
| Patricia Olano                                              | 800m vrije slag (v)   | 24e       | serie 4: 4de in 10.44,1 |
| Olga De Angulo                                              | 800m vrije slag (v)   | 23e       | serie 5: 5de in 10.40,5 |
| Carmen Gómez                                                | 100m vlinderslag (v)  | 24e       | serie 4: 4de in 1.14,7  |
| Carmen Gómez                                                | 200m vlinderslag (v)  | 19e       | serie 1: 5de in 2.44,7  |
| Olga De Angulo                                              | 200m wisselslag (v)   | 36e       | serie 5: 7de in 2.48,7  |
| Nelly Syro                                                  | 200m wisselslag (v)   | 38e       | serie 1: 5de in 2.55,7  |
| Olga De Angulo                                              | 400m wisselslag (v)   | 24e       | serie 1: 5de in 6.00,6  |
| Patricia Olano                                              | 400m wisselslag (v)   | 20e       | serie 4: 5de in 5.52,6  |
| Nelly Syro                                                  | 400m wisselslag (v)   | 27e       | serie 5: 5de in 6.13,1  |

Afghanistan · Algerije · Amerikaanse Maagdeneilanden · Argentinië · Australië · Bahama's · Barbados · België · Bermuda · Birma · Bolivia · Bondsrepubliek Duitsland · Brazilië · Brits-Honduras · Bulgarije · Canada · Centraal-Afrikaanse Republiek · Ceylon · Chili · Colombia · Congo-Kinshasa · Costa Rica · Cuba · Denemarken · Dominicaanse Republiek · Duitse Democratische Republiek · Ecuador · El Salvador · Ethiopië · Fiji · Filipijnen · Finland · Frankrijk · Ghana · Griekenland · Groot-Brittannië · Guatemala · Guinee · Guyana · Honduras · Hongarije · Hongkong · Ierland · IJsland · India · Indonesië · Irak · Iran · Israël · Italië · Ivoorkust · Jamaica · Japan · Joegoslavië · Kameroen · Kenia · Koeweit · Libanon · Libië · Liechtenstein · Luxemburg · Madagaskar · Maleisië · Mali · Malta · Marokko · Mexico · Monaco · Mongolië · Nederland · Nederlandse Antillen · Nicaragua · Nieuw-Zeeland · Niger · Nigeria · Noorwegen · Oeganda · Oostenrijk · Pakistan · Panama · Paraguay · Peru · Polen · Portugal · Puerto Rico · Roemenië · San Marino · Senegal · Sierra Leone · Singapore · Soedan · Sovjet-Unie · Spanje · Suriname · Syrië · Taiwan · Tanzania · Thailand · Trinidad en Tobago · Tunesië · Turkije · Tsjaad · Tsjecho-Slowakije · Uruguay · Venezuela · Verenigde Arabische Republiek · Verenigde Staten · Vietnam · Zambia · Zuid-Korea · Zweden · Zwitserland